# Махмуд Арслан-хан
Махмуд Арслан-хан (ум. 1213 ) - последний каган Восточно-Караханидское ханства в Узгене 1209 - 1213 годах. Известен также как Махмуд III.
Происходил из хасанидской ветви династии Караханидов. Сын Ахмада Кадыр-хана . 1210 после смерти отца занял трон.
Пытался маневрировать между Хорезмом и Каракитайском ханством . 1211 признал превосходство Кучлук-хана , опасаясь амбиций хорезмшаха Мухаммеда ІІ. 1213 свергнут Кучлуком, который окончательно ликвидировал Восточнокараханидское ханство.